# Hedysarum songoricum
Hedysarum songoricum là một loài thực vật có hoa trong họ Đậu. Loài này được Bong. miêu tả khoa học đầu tiên.